# Марія Шеррер
Марія Шеррер  (фр. Scherrer; 1892 (1902?), Борчаг — 1997, Париж) — українознавиця французького походження, професорка української мови й літератури Національного інституту східних мов і цивілізацій у Парижі (1957—1972); дійсний член НТШ (з 1967).
Походить з ельзаської сім'ї, яка оселилася в Бессарабії. Сестра професора медицини Жана Шерера, дружина князя Володимира Петровича Долгорукова. Мешкала у Празі та Парижі. Викладала українську мову та літературу в НІСМЦ. Працювала у так званому Слов'янському інституті в Парижі та у Тургенівській бібліотеці.
Авторка праць «Les Dumy ukrainiennes. Épopée cosaque» (1947), «Ševčenko, le poète national de l'Ukraine» («Revue des Etudes Slaves», ч. 44, 1965). Перекладала французькою мовою твори українських класиків (зокрема Т. Шевченка). Опрацьовувала хроніку україністики в «Revue des Études Slaves» (1959—1980).